# Isidore van Kinsbergen
Isodorus (Isidore) van Kinsbergen (Brugge, 3 september 1821 – Batavia, 10 september 1905) was een Nederlands fotograaf, acteur en schilder.
In 1851 kwam hij naar Nederlands-Indië en fotografeerde daar onder andere vogels en de tempels op het Diëngplateau en in 1873 de Borobudur.
Van Kinsbergen maakte naam als fotograaf na een reis op Java, in het reisgezelschap van Gouverneur-Generaal Sloet van de Beele. 
Het gouvernement was door het Bataviaasch Genootschap van Kunsten en Wetenschappen gevraagd om wetenschappelijk gevormde, bekwame fotografen, die Hindu-oudheden zouden fotograferen. Van Kinsbergen werd op 2 december 1862 aangesteld bij het genootschap. In opdracht van het genootschap maakte hij meerdere reizen. 
In 1872 werd de beeldatlas Oudheden van Java uitgegeven, met daarin 333 collodion-opnamen van oudheden op Java, dat in 1874 werd gevolgd door een album met afbeeldingen van de Borobudur. De foto’s werden tevens tentoongesteld in Arti et Amicitiae in Amsterdam. Ook werden zijn foto’s afgedrukt in het tijdschrift Eigen Haard, met teksten van P.J. Veth.

## Enkele foto's van Van Kinsbergen

Dochters van de Rajah van Boeleleng (1865)
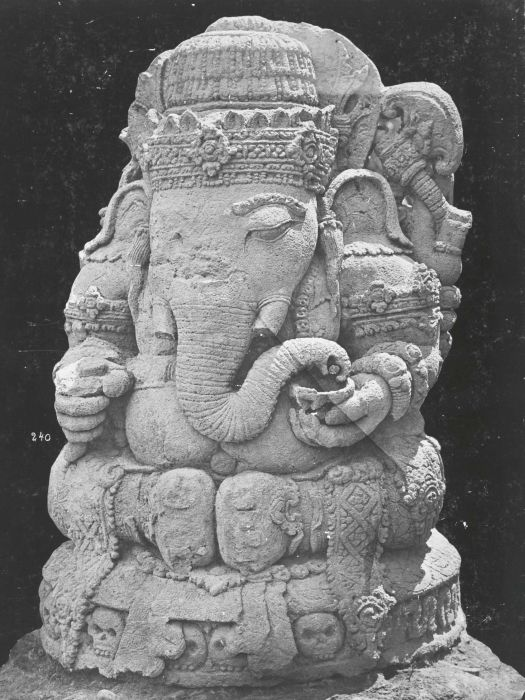
Beeld van Ganesha (1867)
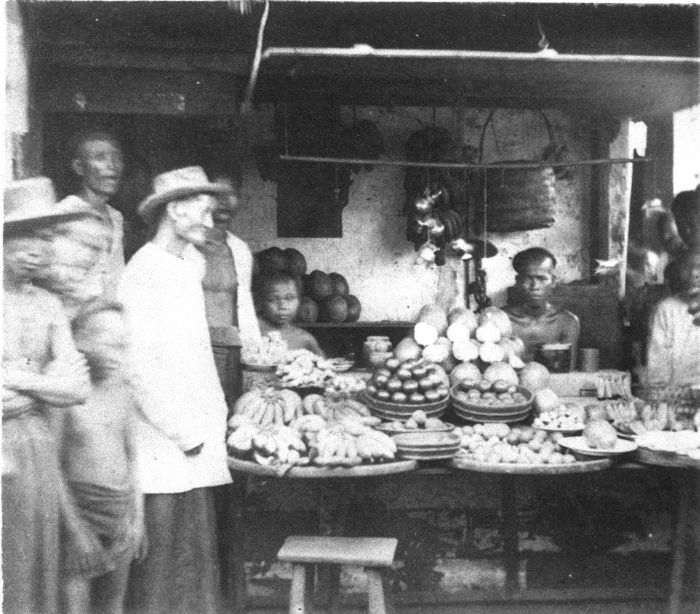
Chinese fruitwinkel in Batavia (c. 1870)
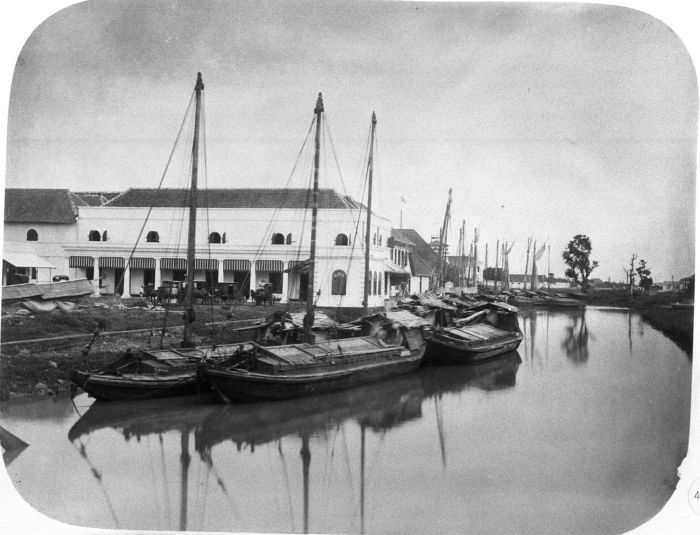
Douanekantoor in Batavia (c. 1870)
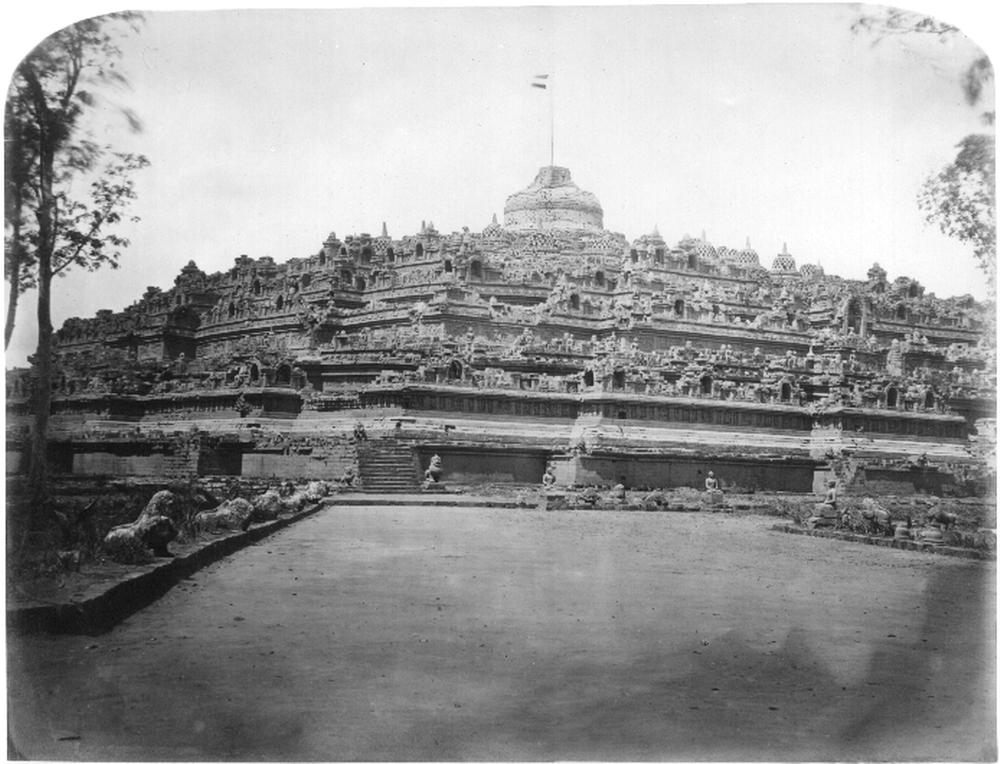
Borobudur (c. 1873)